# Lithografie

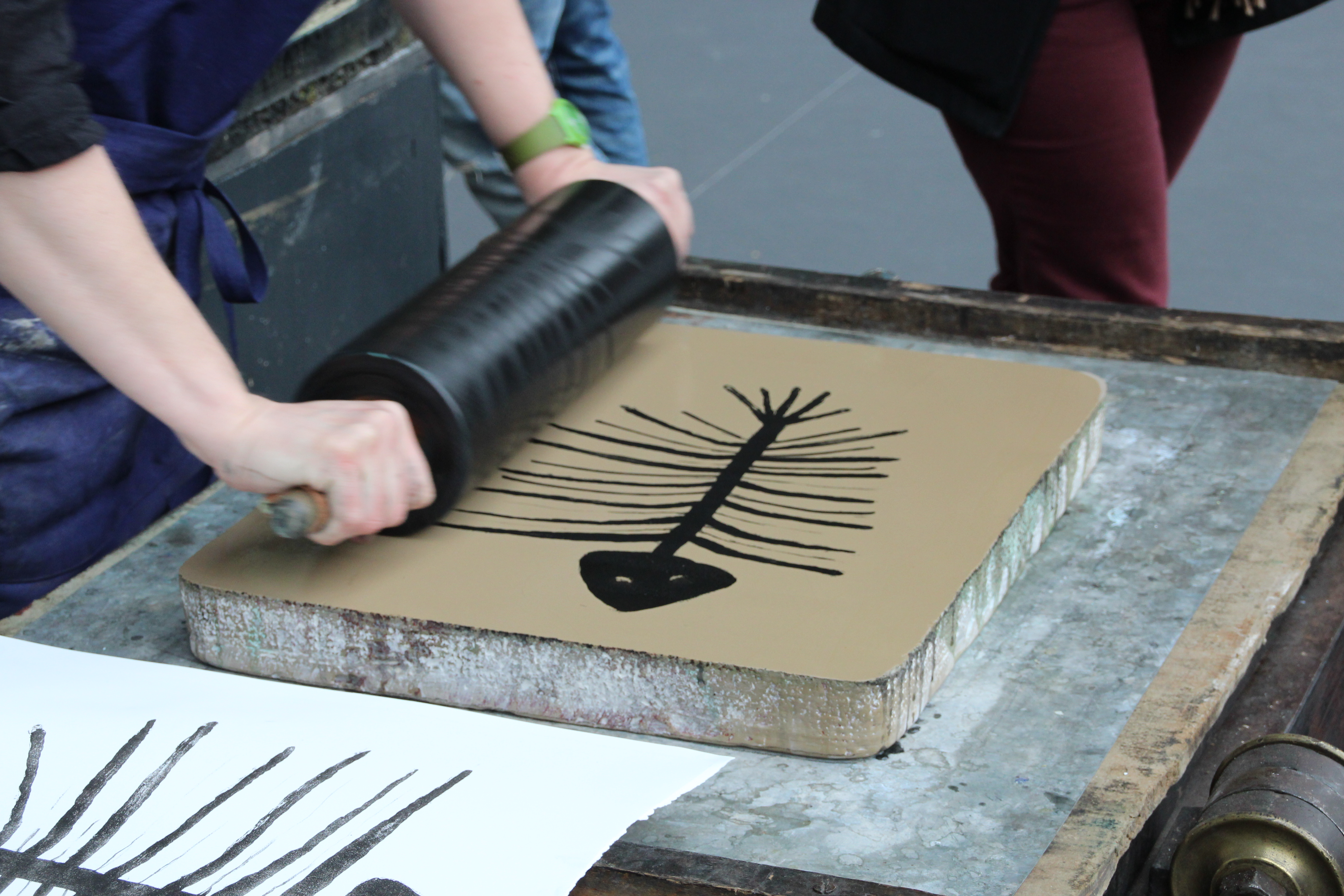
Lithosteen

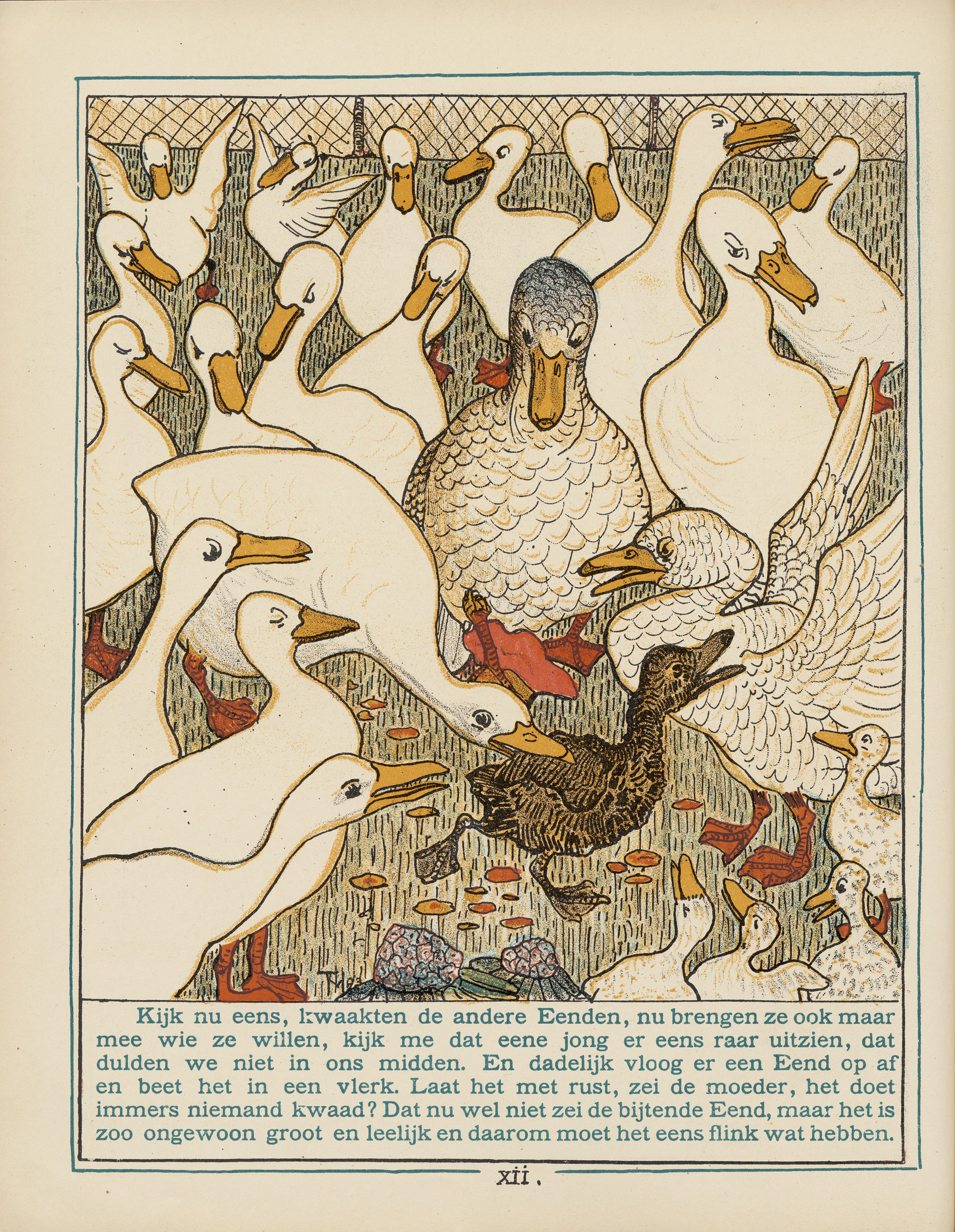
Litho door Theo van Hoytema (1893)

Lithografie is een grafische techniek die tot de vlakdruk behoort. Het woord is afgeleid van de Oudgriekse woorden λίθος líthos (steen) en γράφειν gráphein (tekenen/schrijven) en betekent steendruk.
De lithografie maakt gebruik van het vet in het tekenmateriaal en in de drukinkt. Als drager van de tekening dient een bepaald soort kalksteen of (tegenwoordig) een gecoate metalen plaat. Wanneer de tekening af is, wordt de steen vochtig gehouden en het tekenmateriaal vervangen door drukinkt (zie Techniek). Met een pers wordt de geïnkte tekening overgebracht op papier.

## Geschiedenis
De lithografie werd tussen 1794 en 1798 ontwikkeld door Alois Senefelder. Hij zocht een manier om zijn geschreven toneelstukjes te kunnen vermenigvuldigen. Het eerste commerciële succes behaalde hij eind 18e eeuw met het uitgeven van bladmuziek. Na allerlei experimenten ontdekte hij bij toeval dat Solnhofener kalksteen uitstekend als beeld- en tekstdrager kon functioneren. Het toeval wil dat hij woonachtig was in Beieren, Zuid-Duitsland, waar deze 'zuivere' kalksteen volop beschikbaar is. Tegenwoordig wordt er ook gebruikgemaakt van aluminium en kunststof platen.
Vanaf 1837 maakte een ingewikkelder procedé meerkleurendrukken mogelijk, waarmee de chromolithografie was geboren. In de jaren daarna ontstond in Europa en elders een markt voor betaalbare 'kijkboeken' met kleurenprenten.

## Techniek

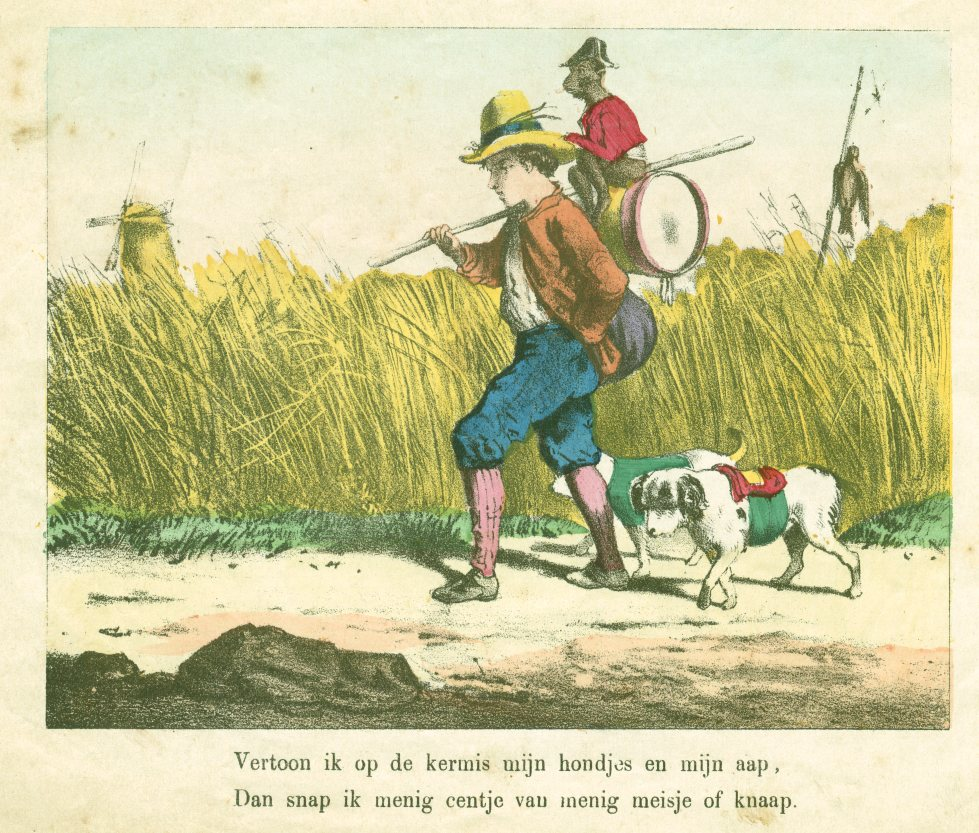
Litho uit een kinderboek, 1883

Lithografie is mogelijk doordat vet en water elkaar afstoten. Een geschikte kalksteen wordt voorzien van een beeld (tekening). Dan wordt de tekening met behulp van Arabische gom gefixeerd ofwel vastgelegd (zie drukinkt). De gom maakt het deel van de steen waar niet op getekend is, ontvankelijker voor water. Tevens kan aan de gom een zuur worden toegevoegd. Alleen delen van de steen waar niet getekend is, worden aangetast door het zuur. Door deze gedeeltelijke aantasting kan er hoogteverschil ontstaan. 
Grote oplagen bleken lange tijd niet mogelijk wanneer er alleen werd vertrouwd op de afstotende eigenschappen van vet en water. Wanneer de lithografie zo wordt toegepast, is het te herkennen aan een product met een erg korrelig eindresultaat. Lithografie in de handen van een kunstenaar/meesterdrukker kan daarentegen zeer gedetailleerde nuances tonen. Met name monochrome lithografieën verraden of de lithografie kunstambachtelijk is toegepast. De overgangen tussen met name grijstonen kunnen dan fluweelzacht zijn. Het papier komt in direct contact met de steen, daarom dient het beeld op de steen in spiegelbeeld te worden aangebracht.
Lithografie is de voorloper van de offsetdruk. Men ontdekte dat de steen aan een doek van rubber de inkt veel beter overdroeg dan direct aan het papier. Vervolgens bleek dat het papier ook meer kleur opneemt van een rubberdoek. Naast een betere afdruk, was het een ander groot voordeel dat de druk op de steen veel lager kon zijn, wat de kans op breuk van de steen en schade aan de pers aanzienlijk kleiner maakte. Vanaf het begin van de twintigste eeuw werden er persen ontwikkeld met grote cilinders, die een zeer grote productie konden halen. Omdat het hier een indirect druk-procedé betreft, is het beeld niet onleesbaar op de steen, maar leesbaar. Op het rubber staat het beeld in spiegelbeeld.

## Invoering in de Nederlanden

### Rotterdam
Nadat het al in Engeland en Frankrijk was ingevoerd kreeg Rotterdam de Nederlandse primeur van het steendrukprocedé. De uit Beieren afkomstige muziekuitgever Lodewijk Plattner (1767-1842) vestigde zich rond 1800 in de Maasstad en huwde daar in 1802 met Elisabeth Grimberg. Hij was actief als muziekmeester en winkelier in muziekinstrumenten en vanaf 1808 ook als muziekdrukker en uitgever. Voor de inrichting van zijn steendrukkerij liet hij Franz Anton Niedermayr overkomen, deze was tezamen met uitvinder Senefelder een pionier op gebied van de steendruk. In mei 1809 registreerde Plattner zijn eerste in steendruk vervaardigde muziekstukken bij de Koninklijke Bibliotheek in Den Haag. Nog in hetzelfde jaar diende Plattner een octrooiverzoek in bij de toen regerende koning Lodewijk Napoleon Bonaparte, deze had namelijk een wet uitgevaardigd die het naar Frans voorbeeld mogelijk maakte nieuwe uitvindingen, ontdekkingen en verbeteringen te beschermen door een octrooi. De octrooiaanvraag ging vergezeld van een viertal prenten die zeer waarschijnlijk door de in Rotterdam woonachtige Franse kunstenaar Simon Petit waren vervaardigd. In zijn verzoekschrift deed Plattner zich voor als uitvinder van de lithografie, onwetend van het feit dat de koning en zijn adviseurs het procedé reeds kenden. In 1805 had Lodewijk namelijk tijdens een demonstratie in München zelf op steen getekend en ook was in 1809 het Musterbuch van Senefelder verschenen. Ondanks de wat dubieuze aanpak van Plattner verkreeg hij in april 1810 een octrooi om vijf jaar lang als enige in Nederland gelithografeerde muziekpartituren uit te mogen brengen.

### Amsterdam
In Amsterdam lijkt de eerste steendrukkerij die van de Duitser E. Beijer geweest te zijn, gezamenlijk met de Nederlander Abraham Vinkeles opgericht in 1816. Vinkeles was de zoon van de graveur en tekenaar Reinier Vinkeles, maar hij had niet de capaciteiten van zijn vader. Beijer en Vinkeles drukten muziek, kunstprenten en handelsdrukwerk. In 1817 werd de zaak overgenomen door de boekhandelaar C.G. Sulpke, die het bedrijf wegens gebrek aan vakkundige hulp twee jaar later alweer afstootte, waardoor het in bezit kwam van boekdrukker C.A. Spin. Ondanks het inroepen van de hulp van Karl Senefelder, broer van Alois, wordt de steendrukkerij geen succes.
De steendruk kwam in Nederland, met werk dat zich met dat van het buitenland kon meten, goed van de grond toen in 1827 de firma's Desguerrois en Co. en Jobard zich in Amsterdam vestigden. Zij kwamen uit Brussel, waar de lithografie, onder Parijse invloed, al verder ontwikkeld was. Uit drukkerij Desguerrois kwam later drukkerij Senefelder voort. Boven de ingang van het oude fabriekspand in Amsterdam prijkt nog steeds een beeld van Alois Senefelder.

### Den Haag
Den Haag was de derde plaats in Nederland met een steendrukkerij. De Fransman Duval de Mercourt stichtte hier in 1818 een drukkerij en mocht zich Lithographe du Roi noemen. Duval heeft zijn kennis waarschijnlijk bij de Comte de Lasteyrie en G. Engelmann in Parijs opgedaan. In 1820 nam Daniel Abrahams de Koninklijke Steendrukkerij over. Abrahams werkte onder andere samen met de tekenaar Bartholomeus Johannes van Hove.

### Elders in Nederland
In Noord-Brabant heeft de eerste steendrukpers in 's-Hertogenbosch gestaan. De uit Rotterdam afkomstige Jan Ferdinand Demelinne liet zich in die stad in 1821 inschrijven als "lithografist". Van hem is weinig bekend. In 1822 ontstond in Dordrecht steendrukkerij Steuerwald doordat een aantal artillerie-officieren, waaronder Steuerwald, een klein steendrukpersje liet maken om proeven te doen. Zij lieten zich daarbij leiden door het boek Vollständiges Lehrbuch der Steindruckerey van A. Senefelder. Een uitgave van C.H.G. Steuerwald & Comp. was in 1826 een verzameling boomstudies van de kunstenaar A. van der Koogh.
Verder ontstonden in 1823 de steendrukkerij D.K. Müller & Co. in Arnhem en in hetzelfde jaar steendrukkerij G.T.N Suringar in Leeuwarden. In 1869 vestigde de firma L. van Leer en Co. aan de Grote Houtstraat 19 in Haarlem een inrichting voor chromolithografie. Bij gebrek aan voldoende ruimte kocht de firma in 1876 het huidige Spaarne 23 en bouwde op het daarachter liggende terrein in de Achterstraat (de huidige Spaarnwouderstraat 5-7) een nieuwe kleurensteendrukkerij. In 1889 verhuisde de firma naar Rustenburgerstraat 19 te Amsterdam.

### België
De eerste steendrukactiviteiten in het latere België vonden in 1818 in Brussel plaats, waar Karl Senefelder, een broer van de uitvinder, cursussen gaf en prenten drukte. In 1820 installeerde François Willaume een lithopers en verbond zich met Mademoiselle Caroline Chatillon, kunstschilderes, om het tijdschrift Journal des Modes Parisiennes te drukken en uit te geven. Ondertussen vestigden zich ook een aantal drukkerijen in andere steden: Dewasme in Doornik, Ubaghs in Antwerpen, Waucquière in Bergen (Mons), Van den Steene in Brugge en Kierdorff in Gent. In Brussel publiceerde steendrukker Jobard in 1821 de eerste platen getekend op steen door Jean-Baptiste Madou, die met zijn werk groot succes had.

## Moderne toepassingen
Lithografie heeft moderne toepassingen die niet illustratie tot doel hebben. Vele decennia na de uitvinding van lithografie gebruikte men elektronenbuizen om elektriciteit te sturen of te richten. Kort na de uitvinding van de transistor bleek dat met van lithografie afgeleide technieken geïntegreerde schakelingen gemaakt konden worden. De techniek, fotolithografie genoemd, bestaat uit het fotografisch aanbrengen van de vereiste patronen in beschermlagen op de chips, de onbeschermde delen ondergaan dan de gewenste behandeling. Nederlandse bedrijven die zich bezighouden met de ontwikkeling van deze techniek zijn ASML en voorheen Mapper Lithography. De grootste bedrijven die wereldwijd deze techniek toepassen zijn Intel en GlobalFoundries (de productietak van AMD) in de Verenigde Staten, Samsung Electronics in Korea en TSMC in Taiwan. In Nederland is NXP Semiconductors (het voormalige Philips Semiconductors) nog steeds een belangrijke speler.